# Вырозумский, Ежи
Ежи Леслав Вырозумский (пол. Jerzy Lesław Wyrozumski; 7 марта 1930, г. Теребовля — 2 ноября 2018, Краков) — польский историк, профессор гуманитарных наук, специалист по истории Средневековья, бывший сотрудник Ягеллонского университета. Президент Общества любителей истории и памятников Кракова, генеральный секретарь Польской академии знаний, член управления Кассы им. Йозефа Мяновского — Фонда поддержки науки. Член Центральной комиссии по делам степеней и званий.

## Биография
Родился 7 марта 1930 года в г. Теребовля (ныне Тернопольская область, Украина). По планам семьи, сын должен был стать часовщиком, но эвакуация привела к постоянной смене места жительства, пока семья не остановилась в Козле, где Вырозумский окончил среднюю школу и приступил к историческим исследованиям в Ягеллонском университете. Будучи на втором курсе, он заинтересовался средневековьем. Среди его преподавателей — Людвик Пиотрович, Роман Гродецкий, Ян Домбровский. Много лет посвятил исследованию летописи Яна Длугоша.
В 1955 году окончил исторические студии в Ягеллонском университете. Докторантуру закончил в 1963 году. В 1981 году стал профессором гуманитарных наук. Специализация — история польского средневековья, в частности общественно-хозяйственная проблематика и устройство, а также общественно-религиозные движения в Европе.
26 апреля 2005 года стал почетным профессором Университета им. Казимира Великого в Быдгоще.
9 ноября 2010 года получил награду города Кракова за особые достижения в медиевистских исследованиях, в частности истории средневекового Кракова в сфере науки и техники.